# Eucalyptus praecox
Eucalyptus praecox är en myrtenväxtart som beskrevs av Joseph Henry Maiden. Eucalyptus praecox ingår i släktet Eucalyptus och familjen myrtenväxter. Inga underarter finns listade i Catalogue of Life.